# Жайсан (Жамбылская область)
Жайсан (каз. Жәйсаң, до 199? г. — Камысстрой) — село в Шуском районе Жамбылской области Казахстана. Входит в состав Алгинского сельского округа. Код КАТО — 316631180.

## Население
В 1999 году население села составляло 560 человек (301 мужчина и 259 женщин). По данным переписи 2009 года, в селе проживало 340 человек (187 мужчин и 153 женщины).